# IOS 14
iOS 14 ist die 14. Version von iOS, dem mobilen Betriebssystem von Apple. Es wurde am 22. Juni 2020 bei der Worldwide Developers Conference zusammen mit watchOS 7, tvOS 14 und macOS Big Sur vorgestellt.
Veröffentlicht wurde iOS 14 am 16. September 2020. Ende April 2021 wurde iOS 14.5 vorgestellt, das mit der App-Tracking-Transparenz (ATT) den Datenschutz verbessern sollte, was aber angezweifelt wurde.

## Neue Funktionen

### App Clips
Das neue Feature App Clips wird es erlauben, beispielsweise über NFC oder von Apple selbst entworfenen QR-Codes kleine, bis zu 10 MB große Apps direkt zu starten. Diese neue Funktion ist sehr ähnlich zu der Instant-App-Funktion von Android. Diese QR-Codes wird man in Zukunft auch über iMessage teilen können.

### CarPlay
Apple CarPlay wurde überarbeitet. Neuerdings kann man Hintergrundbilder einsetzen, und es unterstützt neue App-Kategorien für Elektrofahrzeuge. Die Karten-App kann, zumindest in ausgewählten Regionen, nach Ladesäulen suchen.

#### CarKey
Mit CarKey ist es möglich, ein Auto (mit einem iPhone ab Baujahr 2018) per NFC aufzuschließen, das iPhone in die Ladestation zu legen und es direkt zu starten. Der Autoschlüssel kann mit Freunden über die Nachrichten-App geteilt werden. BMW war die erste Automarke, die dieses Feature unterstützt.

### Bild-in-Bild
Als neue Funktion ist auch das Bild-in-Bild-Playback verfügbar, mit dem man ein laufendes Video anschauen und währenddessen eine andere App öffnen kann.

### Übersetzer und Offline-Spracherkennung
Apple hat zudem eine neue Übersetzungs-App vorgestellt (ähnlich dem Google Übersetzer), mit der man komplett offline übersetzen kann. Auch die Spracherkennung findet offline auf dem Gerät statt, was die Privatsphäre schützt. Voraussetzung dafür ist der vorherige Download des entsprechenden Sprachpakets.

### Nachrichten
Unter iMessage lassen sich nun auch in Gruppenkonversationen Profilbilder einstellen, ebenso kann man direkt auf Nachrichten antworten. Die Antworten können auch als Thread angezeigt werden. Weitere Styles für Animoji und Memoji wurden hinzugefügt.

### Karten
In ausgewählten Städten in den USA sowie China wird es nun möglich sein, in der Karten-App mit dem Fahrrad zu navigieren. Ob und in welchem Umfang diese Funktion in andere Länder kommt, ist noch nicht klar.

### Homescreen

#### Widgets
Neu kann man auch Widgets auf den Homescreen pinnen, die in der Größe variieren. Mit dem Smart Stack wird es möglich sein, verschiedene Widgets anzuzeigen, je nachdem was gerade benötigt wird. Die Widgets können manuell oder intelligent gewechselt werden. Bei iPads ist das Platzieren von Widgets im Home-Bildschirm erst ab iPadOS 15 möglich.

#### App-Mediathek
Die neu dazugekommene sogenannte App-Mediathek sortiert alle Apps auf der letzten Seite des Homescreens in verschiedenen Kategorien. Außerdem lassen sich die Apps dort auch nach dem Alphabet ordnen. Durch die App-Mediathek müssen nicht mehr alle Apps auf dem Homebildschirm vorhanden sein, weshalb einzelne Seiten des Homebildschirms ausgeblendet werden können. Bei iPads ist diese Funktion erst mit iPadOS 15 integriert worden.

### Überprüfung des Kameramodules
Ab iOS 14.4 benachrichtigt das System den Benutzer, falls das verwendete Kameramodul nicht als Apple-Originalkomponente erkannt wurde.

## Systemvoraussetzungen
Diese Version ist mit allen Geräten kompatibel, die bereits iOS 13 erhalten haben. iPads erhalten ihr Betriebssystem iPadOS.

### iPhone
- iPhone 6S[9]
- iPhone 6S Plus
- iPhone SE (1. Generation)
- iPhone 7
- iPhone 7 Plus
- iPhone 8
- iPhone 8 Plus
- iPhone X
- iPhone XS
- iPhone XS Max
- iPhone XR
- iPhone 11
- iPhone 11 Pro
- iPhone 11 Pro Max
- iPhone SE (2. Generation)
- iPhone 12 Mini
- iPhone 12
- iPhone 12 Pro
- iPhone 12 Pro Max

### iPod Touch
- iPod Touch (7. Generation)